# Zebrzydowice, tỉnh Śląskie
Zebrzydowice [zɛbʐɨdɔˈvit͡sɛ] ⓘ (tiếng Đức: Seibersdorf) là một ngôi làng thuộc khu hành chính của Gmina Zebrzydowice, quận Cieszyn ở Silesian Voivodeship, miền nam Ba Lan, gần biên giới với Cộng hòa Séc. Nó nằm trong khu vực lịch sử Cieszyn Silesia, bên cạnh dòng sông Piotrówka. Dân số của làng là khoảng 4,700 người. Có một tuyến đường sắt băng qua làng.
Tên của ngôi làng có nguồn gốc đặt theo tên của một dòng họ, bắt nguồn từ tên cá nhân Zebrzyd (≤ German Sivrid / Siegfrid), kết thúc xen kẽ với tiếng Slavic - (ow) ice / (ow) itz hoặc tiếng Đức - dorf có nghĩa là một ngôi làng.

## Lịch sử
Ngôi làng được đề cập lần đầu tiên trong một tài liệu tiếng Latinh của Giáo phận Wrocław có tên Liber fundationis episcopatus Vratislaviensis từ khoảng năm 1305 như một mục trong biệt thự Siffridi tranh luận về esse quadraginta mansi. Điều đó có nghĩa là ngôi làng được cho là phải đóng tiền tithe từ 40 khoản vay nhỏ hơn. Việc tạo ra ngôi làng là một phần của chiến dịch định cư lớn hơn diễn ra vào cuối thế kỷ 13 trên lãnh thổ của cái mà sau này sẽ được gọi là Thượng Silesia.
Về mặt chính trị, ngôi làng ban đầu thuộc về Lãnh địa Teschen, được thành lập vào năm 1290 trong quá trình phân chia phong kiến của Ba Lan và được cai trị bởi một nhánh địa phương của triều đại Silesian Piast. Năm 1327, công tước trở thành một thái ấp của Vương quốc Bohemia, sau năm 1526 trở thành một phần của Vương quốc Habsburg (phía Áo sau khi thỏa hiệp năm 1867).
Ngôi làng trở thành trụ sở của một giáo xứ Công giáo, lần đầu tiên được đề cập trong một sổ đăng ký chưa hoàn thành của Peter's Pence từ năm 1335 với tư cách là biệt thự Sifridi  và như vậy là một trong những lâu đời nhất trong khu vực. Nó một lần nữa được đề cập trong sổ đăng ký của Peter's Pence từ năm 1447 trong số 50 giáo xứ của giáo hạt Teschen là Seyfredsdorff. Sau cuộc cải cách Tin lành vào thập niên 1540 đã thắng thế trong Lãnh địa Teschen và một nhà thờ Công giáo địa phương đã được Luther tiếp quản. Nó được lấy từ họ (như một trong khoảng năm mươi tòa nhà trong khu vực) bởi một ủy ban đặc biệt và được trao lại cho Giáo hội Công giáo La Mã vào ngày 16 tháng 4 năm 1654. Giáo xứ hiện được phục vụ bởi một Giả định của Mary Church.
Là một ngôi làng tư nhân, nó thuộc về một số gia đình quý tộc bao gồm Mattencloit và Larisch-Mönnich. Sau các cuộc cách mạng năm 1848 tại Đế quốc Áo, một bộ phận thành phố hiện đại đã được thành lập trong Silesia của Áo được tái lập. Ngôi làng như một đô thị đã được đăng ký vào khu chính trị và quận hợp pháp của Freistadt. Năm 1855, nó là nơi đi ngang qua của tuyến đường sắt Hoàng đế Ferdinand Northern. Một bưu điện đã được mở vào năm 1869.
Theo các cuộc điều tra được tiến hành vào năm 1880, 1890, 1900 và 1910, dân số của đô thị đã tăng từ 1.688 người vào năm 1880 lên 2.120 người vào năm 1910. Về ngôn ngữ chiếm ưu thế, thông thường, phần lớn là người nói tiếng Ba Lan (tăng từ 92,3% năm 1880 lên 96,3% năm 1910), kèm theo người nói tiếng Đức (giảm từ 128 người hoặc 7,7% năm 1880 xuống 47 người hoặc 2,3% năm 1910) và bởi những người nói tiếng Séc (tăng từ 17 người hoặc 1% vào năm 1890 lên 27 người hoặc 1,3% vào năm 1910). Về tôn giáo, năm 1910, phần lớn là người Công giáo La Mã (98,3%), tiếp theo là người Tin lành (25 hoặc 1,2%), người Do Thái (10 hoặc 0,4%) và 2 người khác. Ngôi làng cũng có truyền thống cư trú bởi Silesian Lachs, nói tiếng địa phương Cieszyn Silesian.
Sau Thế chiến I, sự sụp đổ của Áo-Hung, Chiến tranh Tiệp Khắc của Ba Lan và sự chia rẽ của Cieszyn Silesia vào năm 1920, nó đã trở thành một phần của Cộng hòa Ba Lan Đệ nhị và được chuyển đến Huyện Cieszyn. Sau đó nó bị Đức Quốc xã thôn tính vào đầu Thế chiến II. Sau chiến tranh, nó đã được khôi phục trở lại lãnh thổ Ba Lan.